# Élections législatives de 1981 en Nouvelle-Calédonie
Les élections législatives françaises de 1981 en Nouvelle-Calédonie se déroulent les 14 et 21 juin.

## Élus
| Circonscription | Député sortant  | Parti | Parti | Député élu ou réélu | Parti | Parti |
| --------------- | --------------- | ----- | ----- | ------------------- | ----- | ----- |
| 1re             | Rock Pidjot     |       | UC    | Rock Pidjot         |       | UC    |
| 2e              | Jacques Lafleur |       | RPCR  | Jacques Lafleur     |       | RPCR  |

## Positionnement des partis
Les deux principales formations loyalistes, le Rassemblement pour la Calédonie dans la République (RPCR, antenne locale du RPR) et la Fédération pour une nouvelle société calédonienne (FNSC, proche de l'UDF), présentent des candidats dans les deux circonscriptions néo-calédoniennes, dont le député sortant Jacques Lafleur dans la 2e circonscription.
Par ailleurs, le Mouvement des radicaux de gauche se présente dans la circonscription de Nouméa - Côte Ouest avec Alain Fraise. On compte aussi parmi les anti-indépendantistes un candidat divers droite, Guy Champmoreau, un candidat du Mouvement social-démocrate calédonien (MSDC, divers gauche), Daniel Bailey et un divers gauche, Lucien Lyonnard.
Du côté des mouvements indépendantistes, l'Union calédonienne (membre du Front indépendantiste) soutient des candidats dans l'ensemble des circonscriptions, dont le député sortant de la 1re circonscription Rock Pidjot, tandis que Libération kanak socialiste (LKS) présente Nidoïsh Naisseline dans cette même circonscription.
Le Parti socialiste présente Max Chivot dans la 2e circonscription et le Rassemblement démocrate calédonien (RDC, divers gauche), Charles Haeweng Haudra, dans la 1re.

## Résultats

### Résultats à l'échelle du territoire
| Parti                 | Parti                                              | Premier tour | Premier tour | Second tour | Second tour | Sièges |
| Parti                 | Parti                                              | Voix         | %            | Voix        | %           | Sièges |
| --------------------- | -------------------------------------------------- | ------------ | ------------ | ----------- | ----------- | ------ |
|                       | Rassemblement pour la Calédonie dans la République | 19 708       | 45,65        | 5 253       | 34,75       | 1      |
|                       | Fédération pour une nouvelle société calédonienne  | 6 797        | 15,74        |             |             | 0      |
|                       | Divers droite                                      | 341          | 0,79         | 0           |             |        |
|                       | Mouvement des radicaux de gauche                   | 314          | 0,73         | 0           |             |        |
|                       | Divers gauche                                      | 202          | 0,47         | 0           |             |        |
|                       | Mouvement social-démocrate calédonien              | 158          | 0,36         | 0           |             |        |
|                       | Loyalistes                                         | 27 520       | 63,74        | 5 253       | 34,75       | 1      |
|                       |                                                    |              |              |             |             |        |
|                       | Union calédonienne                                 | 9 646        | 22,34        | 6 348       | 41,99       | 1      |
|                       | Libération kanak socialiste                        | 3 223        | 7,47         | 3 517       | 23,26       | 0      |
|                       | Parti socialiste                                   | 1 570        | 3,64         |             |             | 0      |
|                       | Rassemblement démocrate calédonien                 | 143          | 0,33         | 0           |             |        |
|                       | Indépendantistes                                   | 14 582       | 33,78        | 9 865       | 65,25       | 1      |
|                       |                                                    |              |              |             |             |        |
|                       | Divers gauche                                      | 1 068        | 2,47         |             |             | 0      |
|                       |                                                    |              |              |             |             |        |
| Inscrits              | Inscrits                                           | 73 367       | 100,00       | 23 854      | 100,00      | 2      |
| Abstentions           | Abstentions                                        | 29 509       | 40,22        | 8 653       | 36,27       |        |
| Votants               | Votants                                            | 43 858       | 59,78        | 15 201      | 63,73       |        |
| Blancs et nuls        | Blancs et nuls                                     | 688          | 1,57         | 84          | 0,55        |        |
| Exprimés              | Exprimés                                           | 43 170       | 98,43        | 15 117      | 99,45       |        |
| Source : data.gouv.fr |                                                    |              |              |             |             |        |

### Résultats par circonscription

#### Première circonscription (Côte Est - Loyauté)
| Candidat       | Candidat                  | Parti          | Premier tour | Premier tour | Second tour | Second tour |  |
| Candidat       | Candidat                  | Parti          | Voix         | %            | Voix        | %           |  |
| -------------- | ------------------------- | -------------- | ------------ | ------------ | ----------- | ----------- |  |
|                | Rock Pidjot sortant réélu | UC             | 5 160        | 39,11        | 6 348       | 41,99       |  |
|                | Henri Séou Wetta          | RPCR           | 3 419        | 25,92        | 5 252       | 34,75       |  |
|                | Nidoïsh Naisseline        | LKS            | 3 223        | 24,43        | 3 517       | 23,27       |  |
|                | Lionel Cherrier           | FNSC           | 1 248        | 9,46         |             |             |  |
|                | Charles Haeweng Haudra    | Divers gauche  | 143          | 1,08         |             |             |  |
|                |                           |                |              |              |             |             |  |
| Inscrits       | Inscrits                  | Inscrits       | 23 863       | 100,00       | 23 854      | 100,00      |  |
| Abstentions    | Abstentions               | Abstentions    | 10 547       | 44,2         | 8 653       | 36,27       |  |
| Votants        | Votants                   | Votants        | 13 316       | 55,8         | 15 201      | 63,73       |  |
| Blancs et nuls | Blancs et nuls            | Blancs et nuls | 123          | 0,92         | 84          | 0,55        |  |
| Exprimés       | Exprimés                  | Exprimés       | 13 193       | 99,08        | 15 117      | 99,45       |  |

#### Deuxième circonscription (Nouméa - Côte Ouest)
|                | Jacques Lafleur sortant réélu | RPCR           | 16 289 | 54,34  |  |  |  |
|                | Stanley Camerlynck            | FNSC           | 5 549  | 18,51  |  |  |  |
|                | François Burck                | UC             | 4 486  | 14,96  |  |  |  |
|                | Max Chivot                    | PS             | 1 570  | 5,24   |  |  |  |
|                | René Orezzoli                 | Divers gauche  | 1 068  | 3,56   |  |  |  |
|                | Guy Champmoreau               | Divers droite  | 341    | 1,14   |  |  |  |
|                | Alain Fraise                  | MRG            | 314    | 1,05   |  |  |  |
|                | Lucien Frédéric Lyonnard      | Divers gauche  | 202    | 0,67   |  |  |  |
|                | Daniel Bailey                 | Divers gauche  | 158    | 0,53   |  |  |  |
|                |                               |                |        |        |  |  |  |
| Inscrits       | Inscrits                      | Inscrits       | 49 504 | 100,00 |  |  |  |
| Abstentions    | Abstentions                   | Abstentions    | 18 962 | 38,3   |  |  |  |
| Votants        | Votants                       | Votants        | 30 542 | 61,7   |  |  |  |
| Blancs et nuls | Blancs et nuls                | Blancs et nuls | 565    | 1,85   |  |  |  |
| Exprimés       | Exprimés                      | Exprimés       | 29 977 | 98,15  |  |  |  |